# Натхиоидни мишићи
Натхиоидни мишићи (лат. musculi suprahyoidei) су група вратних мишића, која је локализована у средњем слоју предње стране вратне мускулатуре. Налазе се у пределу између подјезичне кости и доње вилице. У ову групу се убрајају четири парна мишића:
- двотрбушни мишић,
- стилохиоидни мишић,
- милохиоидни мишић и
- гениохиоидни мишић.